# Bożena Pytel
Bożena Pytel, z domu Ziemecka (ur. 3 maja 1945 w Lublinie) – polska szachistka, reprezentująca barwy Francji, mistrzyni międzynarodowa od 1974 roku.

## Kariera szachowa
W latach 70. należała do ścisłej czołówki polskich szachistek. W 1966 r. po raz pierwszy wystąpiła w finale mistrzostw Polski kobiet. Do 1980 r. w finałowych turniejach wzięła udział 10 razy, zdobywając 3 medale: złoty (Kielce 1970) i dwa brązowe (Istebna 1976, Piotrków Trybunalski 1979). Wielokrotnie startowała w finałach drużynowych mistrzostw Polski, w barwach klubów Start Lublin i Avia Świdnik, zdobywając 9 medali: dwa złote (1971, 1982), cztery srebrne (1970, 1974, 1979, 1980) oraz trzy brązowe (1972, 1973, 1981). W 1973 r. odniosła duży sukces, dzieląc I-II miejsce w międzynarodowym turnieju w Piotrkowie Trybunalskim.
Najwyższy ranking w karierze osiągnęła 1 lipca 1993 r., z wynikiem 2115 punktów zajmowała wówczas 10. miejsce wśród francuskich szachistek.

## Życie prywatne
Była zmężna z Krzysztofem (1945–2001), również znanym szachistą, a także dwukrotnym mistrzem Polski oraz olimpijczykiem. Bożena Pytel mieszka na stałe we Francji.